# David im Wunderland
David im Wunderland ist ein deutsches Filmdrama aus dem Jahr 1998. Er handelt vom Zusammenprall zweier Jugendlicher aus völlig verschiedenen Lebenswelten – Michael, einem etwa 16-jährigen Jungen aus reichem Elternhaus und David, dem gleichaltrigen Jugendlichen aus der fiktiven, streng religiösen bäuerlichen Gütergemeinschaft der Jakobianer.

## Handlung
Im Film unternimmt Michael mit seinen Freunden im BMW seiner Mutter eine Spritztour übers Land, wo ihnen David mit seiner Kuhherde in die Quere kommt, was beinahe zu einem Unfall führt. In der Folge freundet sich Michael mit David an, besucht ihn in der Religionsgemeinschaft und lässt ihn bei sich wohnen, als er wegläuft. Er führt ihn in die Welt der Moderne ein und lässt David so richtig Teenager sein. Auf der anderen Seite bekommt der reiche Zögling eine Lehre vermittelt, was Freundschaft ist.
Die Jakobianer im Film entstanden nach dem Vorbild der Amische (Kleidung und Verneinen moderner Gerätschaften und Arbeitsmethoden) und der Hutterer (Leben in Gütergemeinschaft und Name).

## Kritik
„Ein gleichnishafter Debütfilm, der für Vertrauen, Achtung und Toleranz gegenüber anderen Lebensformen plädiert. Das subtile Spiel der jungen Hauptdarsteller, die behutsame Kamera und die einfühlsame Musik machen den Film zu einem Erlebnis.“